# Saadeh Al-Shami
Saadeh Al-Shami (arabisch سعادة الشامي, DMG Saʿāda aš-Šāmī; * um 1970) ist ein libanesischer Wirtschaftswissenschaftler und Hochschullehrer. Seit September 2021 ist er stellvertretender Premierminister in der Regierung Nadschib Miqati.
Al-Shami gilt als Experte für Wirtschafts- und Finanzpolitik.

## Leben und Wirken
Al-Shami leitete zwischen 1987 und 1993 die Graduate School of Business an der Amerikanischen Universität in Beirut. Des Weiteren verbrachte er 20 Jahre seiner Karriere beim Internationalen Währungsfonds (IWF), wo er sich auf die Bereiche Wirtschaftspolitik sowie Finanz- und Wirtschaftsreformstrategien konzentrierte. In seiner letzten Position beim IWF war er Assistent des Direktors der Abteilung Naher Osten und Zentralasien. Zwischen 2005 und 2006 arbeitete er kurzzeitig im libanesischen Ministerpräsidentenamt und im Finanzministerium, wo er ein spezialisiertes Team leitete, um ein umfassendes Wirtschaftsreformprogramm für den Libanon zu erstellen. Von 2013 bis 2017 war Al-Shami Leiter der libanesischen Kapitalmarktbehörde. Von dort wechselte er 2018 zum Posten eines Group Chief Economist bei der National Bank of Kuwait. Al-Shami wurde von der Syrischen Sozialen Nationalistischen Partei berufen.